# Burton Fleming
Burton Fleming – wieś w Anglii, w hrabstwie East Riding of Yorkshire. Leży 44 km na północ od miasta Hull i 292 km na północ od Londynu. W 2001 miejscowość liczyła 363 mieszkańców.